# ماکارانی (برزیل)
ماکارانی (به پرتغالی: Macarani) یک منطقهٔ مسکونی در برزیل است که در باهیا واقع شده‌است. ماکارانی ۱٬۳۷۱٫۶۵۷ کیلومتر مربع مساحت و ۱۸٬۹۰۹ نفر جمعیت دارد.